# معماری گرجی
معماری گرجی را بیشتر می‌توان از طریق بررسی بناهای سنتی روستایی، استحکامات نظامی و کلیساهای گرجستان شناخت.

## گونه‌های معماری سنتی

### برج‌های سنگی نظامی
خانه‌های سنتی روستایی منطقهٔ سْوانِتی، دارای برج‌های سنگی بلند، با شکاف‌هایی در دیواره‌ها است که در گذشته برای دیده‌بانی استفاده می‌شده‌است. طراحی این برج‌ها به گونه‌ای انجام شده‌است که بتوان افراد دشمن را با تیر و کمان یا تفنگ چخماقی مورد هدف قرار داد و از هجوم آنها به روستا جلوگیری نمود.

### برج‌های چوبی مسکونی
خانه‌هایی چوبی مشابه برج‌های «موسونویک‌ها» در منطقهٔ گوریا متداول است. این خانه‌ها بر روی پایه‌های محکم قرار دارد. ساکنان آن از طریق نربان به سکویی می‌رسند که بر روی اتاق‌های نشیمن باز می‌شود. حیوانات خانگی نیز بر روی زمین مرطوب قرار دارند. چنین سبکی اوضاع و احوال زندگی را در نواحی کم ارتفاع ساحلی مناسب می‌سازد.

### داربازی

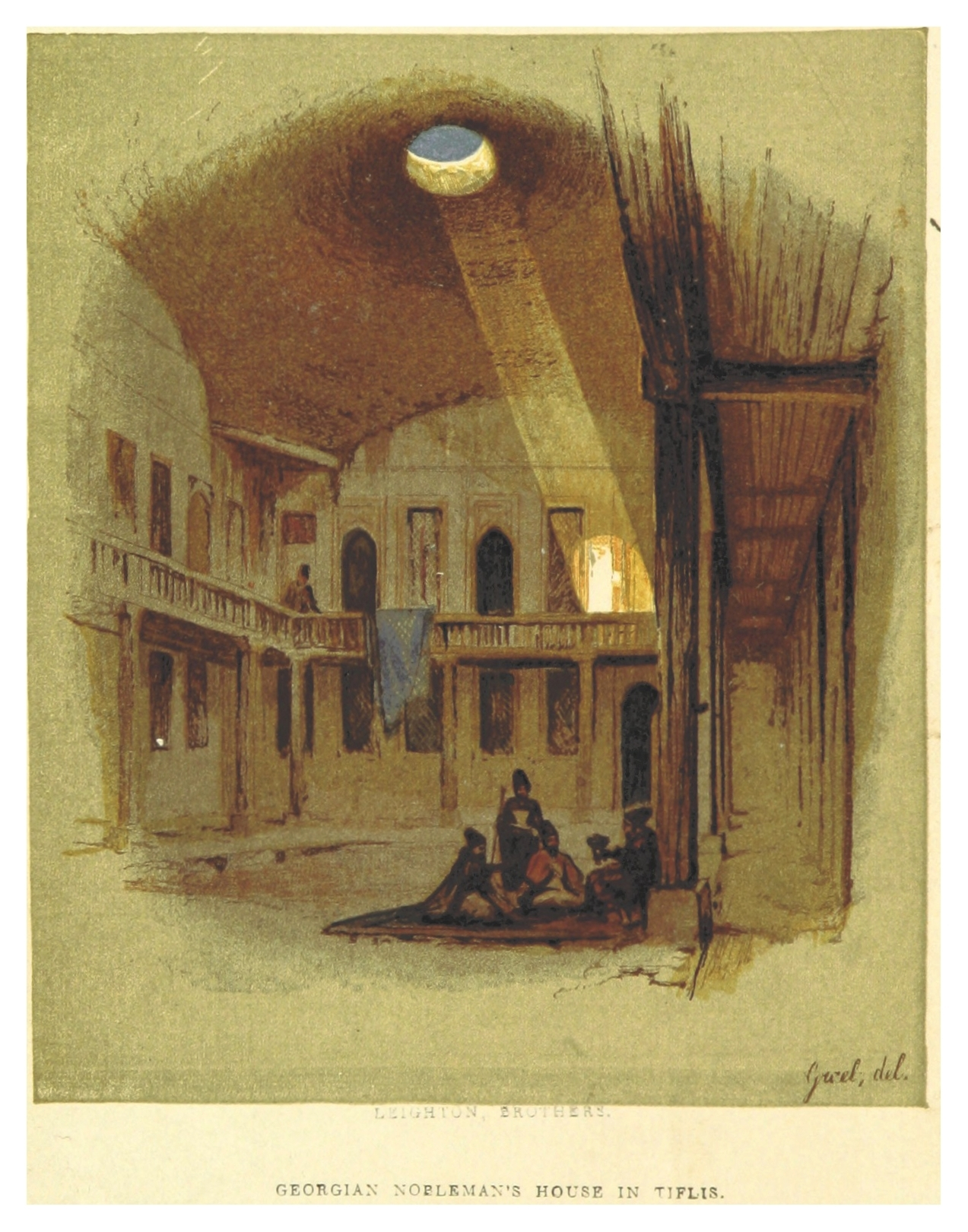
خانه ای از نوع داربازی متعلق به یکی از اشرافزاده‌های تفلیس در قرن ۱۹ میلادی

شکل دیگر معماری سنتی متداول در گرجستان، خانه‌های روستایی «داربازی» است، که ویژگی اصلی آن سقفی سبد مانند و هرمی شکل به نام «گْویرْگْوینی» است که از کنده‌ها و تیرهای چوبی تراشیده، ساخته شده‌است. برای ساخت آنها ابتدا سطحی افقی می‌سازند، و تیرهای چوبی را طوری بر روی هم می‌چینند که، یک راستگوشه یا یک هشت ضلعی ایجاد شود. سپس لایه‌هایی از تیرهای چوبی را طوری روی هم قرار می‌دهند که، لایه‌ها هرچه بیشتر می‌شود، فضای بین آنها کمتر شده و در نهایت، در بالاترین نقطه حفره‌ای ایجاد می‌شود. این حفره هم به عنوان هواکش و هم به عنوان نورگیر کاربرد دارد.
شماری از نویسندگان مانند ویترویوس، شرحی از نمونهٔ باستانی داربازی آورنده‌اند. ویترویوس در اثر خود تحت عنوان «ده کتاب معماری» اینگونه نوشته‌است:
"مردم کولخیس در ناحیهٔ دریای سیاه، که جنگل‌های فراوانی دارد، تنهٔ درختان را به تمامی به طور افقی بر روی زمین به صورت چپ و راست قرار می‌دهند، و در میان آنها فضایی به جا می‌گذارند که با طول الوار مناسب باشد، و سپس بر روی آنها یک جفت دیگر از تنهٔ درختان را قرار می‌دهند به طوری که روی سر و ته جفت پیشین و با آنها زاویهٔ قائمه بسازد. این چهار تنهٔ درخت، فضایی را برای سکونت ایجاد می‌کنند. آنگاه الوارهایی یکی بر روی دیگری، در چهار گوشه روی هم می‌گذارند، به طوری که در زوایا یکدیگر را قطع کنند. به این ترتیب، با دیوارهایی از چوب که به طور عمودی روی پایین‌ترین سطح‌ها قرار می‌گیرد، برج‌های بلندی را می‌سازند. فواصل میان الوارها را، که به سبب ضخامت چوب‌ها ایجاد شده‌است، با مخلوطی از تراشه و گِل پر می‌کنند. اما در مورد سقف‌ها، با برین سرهای الوارهایی که یکدیگر را قطع می‌کنند، آنها را به تدریج در یک جا متمرکز نموده و آنها را از چهار طرف به شکل هرم بالا می‌برند. سپس آن را با برگ و گِل می‌پوشانند و سقف‌های برج‌های خود را به طرزی ناهموار معروف به "سنگ پشتی" می‌سازند."
خانه‌های داربازی امروزی، همراه با دگرکونی‌های محلی خود، در منطقه‌های کارْتْلی و سامْتْسْخِه و جاواخِتی در گرجستان به وفور یافت می‌شود. داربازی‌های امروزی بیشتر دارای درها و تیرهای چوبی سردر، شومینه‌ها، و همچنین صندلی‌ها و صندوق‌های چوبی ظریفی هستند و فنی که در تراشیدن آنها از چوب به کار رفته، با فن سنگ‌تراشی متداول در کلیساهای گرجی مطابقت دارد. در داربازی، ستونی چوبی محکمی به نام «دِدابُودْزی» (شاه ستون) وجود دارد که وزن سقف ستون مانند را تحمل می‌کند و به طرز جالبی نیز آراسته می‌شود.

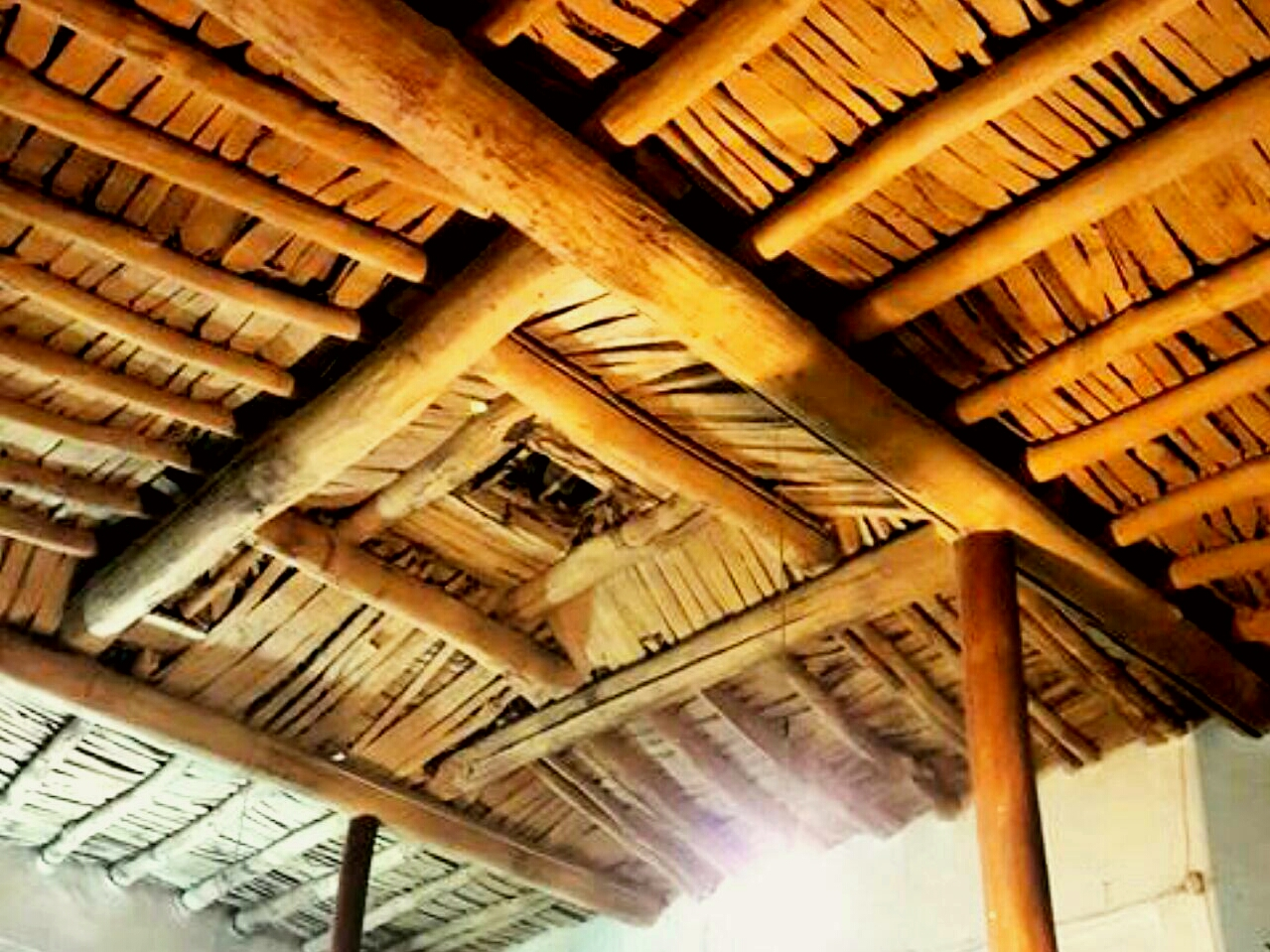
یک نمونه سقف گرجی پوش در روستای داشکسن استان اصفهان

این نوع معماری همچنین در منطقه فریدن در استان اصفهان ایران وجود دارد که سکونتگاه گرجی‌هایی است که در زمان صفویه توسط شاه عباس سوم به آنجا کوچانده شده‌اند.
گرجی‌ها در فریدن، برای جلوگیری از آسیب به سقف ساختمان پس از پس بارش‌های سنگین برف، آنها را به این شکل مقاوم می‌ساختند.

### عمارت‌های آجری
معماران گرجی در اصفهان بناهای آجری زیادی ساخته‌اند. اغلب این بناها در دوران صفویه ساخته شده است و ترکیبی از عناصر معماری ایرانی-گرجی در آن به چشم می‌آید.
گرجی‌ها در مازندران نیز با الهام از معماری شرق مازندران عمارت‌هایی را در دوران صفویه و قاجاریه بنا کردند که برخی از این بناها همچنان پابرجاست.
کاخ صفی آباد، مجموعه فرح‌آباد و عمارت صیامی از جمله این بناها هستند.

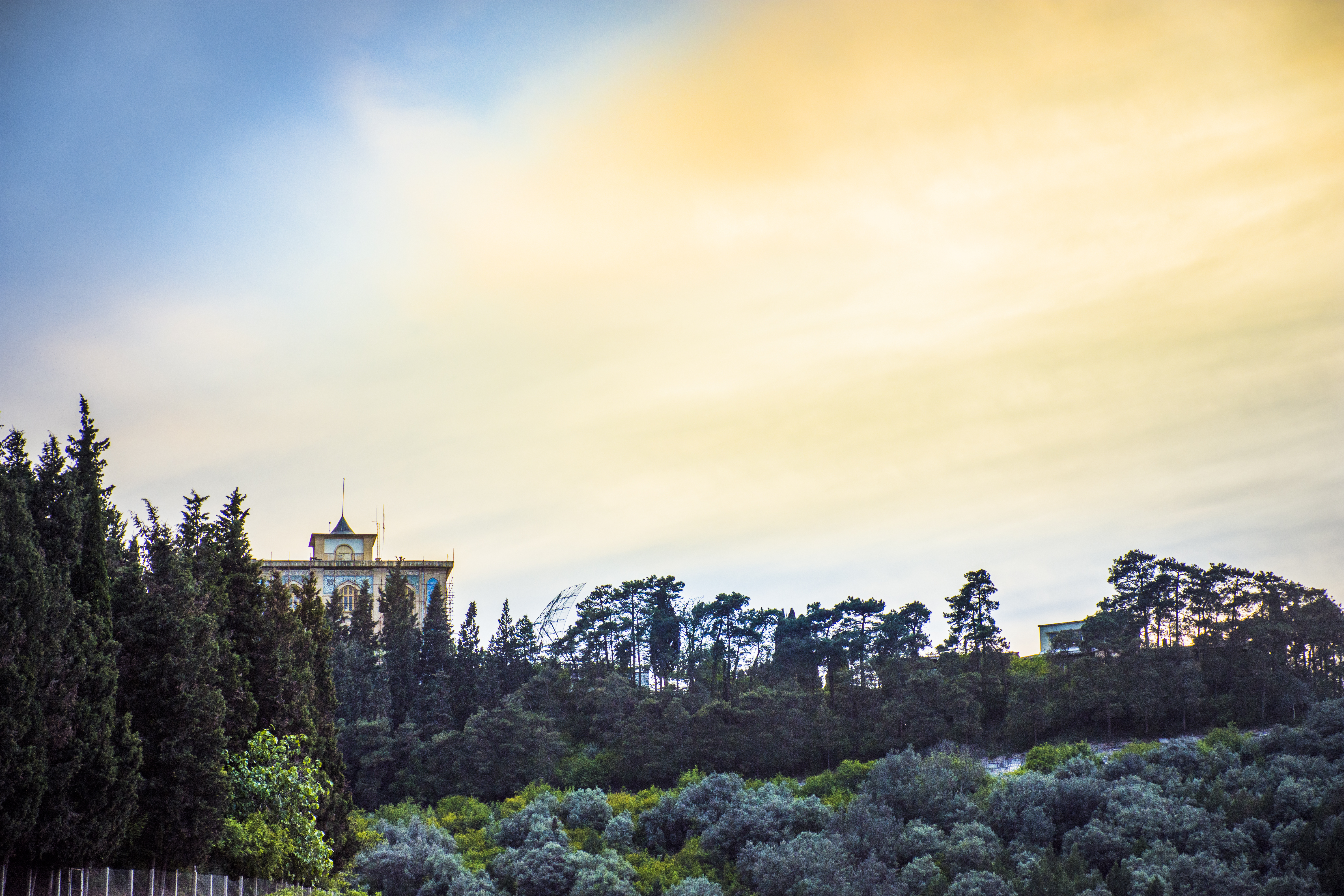
کاخ صفی‌آباد در بهشهر
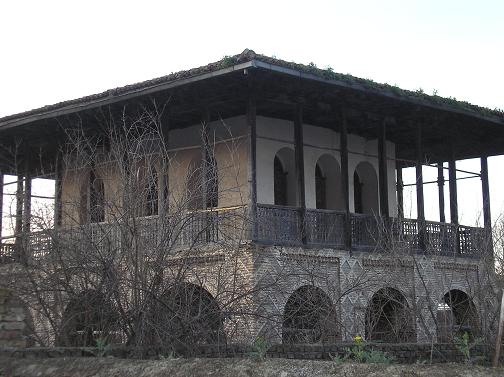
عمارت صیامی در گرجی‌محله
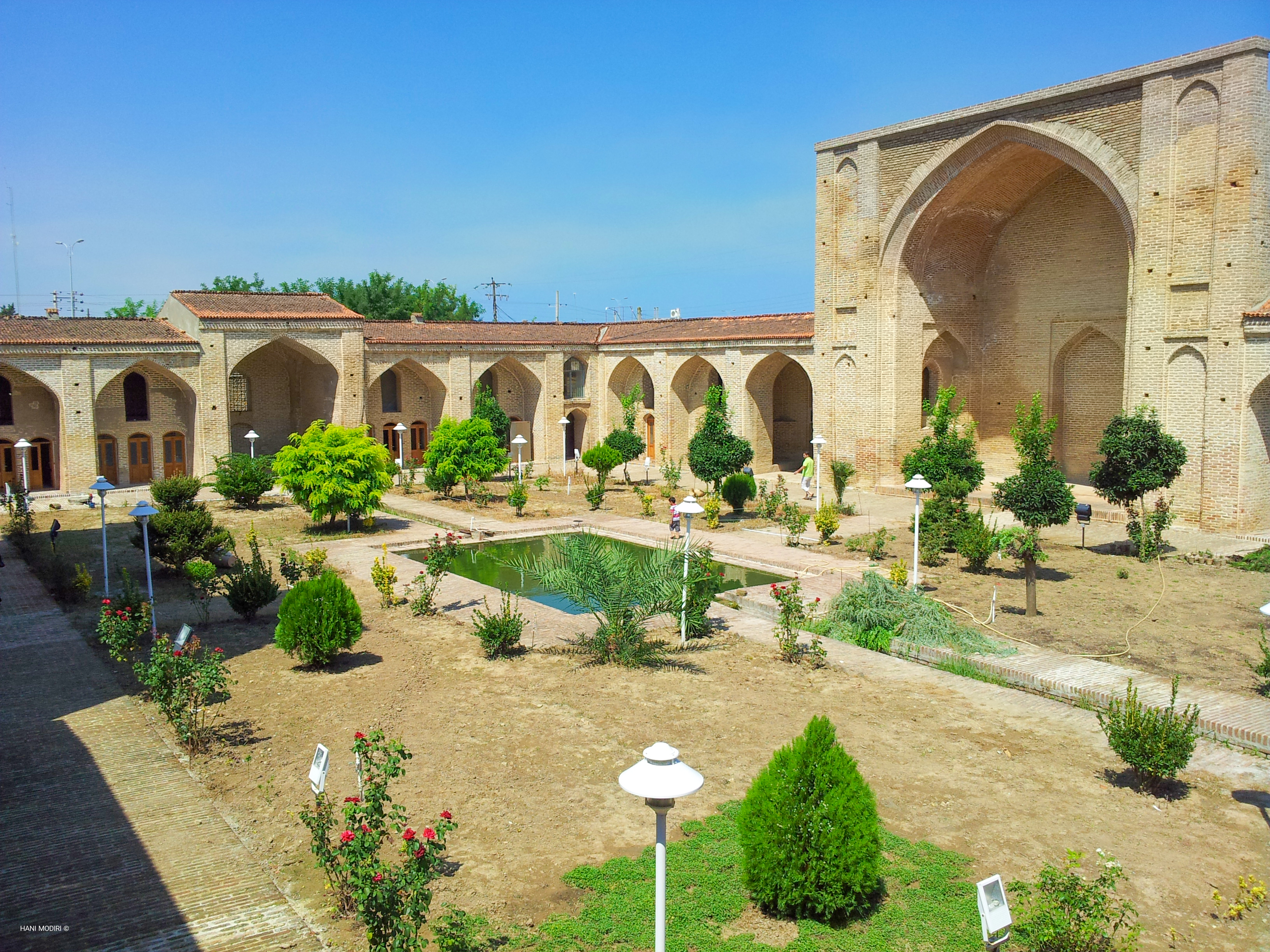
مجموعه تاریخی فرح‌آباد

## معماری صخره‌ای
شکل کوهستانی و صخره مانند گرجستان، برای محل‌های مسکونی زیر زمین یا روی پرتگاه، کاملاً مناسب است. بسیاری از آنها اصل و منشأ طبیعی دارند و از لحاظ افرادی که در عصر سنگ می‌زیستند، محل‌های مناسبی بوده‌است تا آنها صخره‌ها را تراشیده و شهری باستانی مانند «اوپلیستسیخه» را در زیر زمین بسازند.

### واردزیا
شهر صخره‌ای دیگری نیز در گرجستان وجود دارد که آن را «واردزیا» نامیده‌اند. این شهر در قرن ۱۲ میلادی و در صخره‌های شیب دار عمودی ساخته شده‌است. برخلاف اوپلیستسیخه که در صخره‌های مسطح افقی قرار دارد. واردزیا دارای حدود پانصد اتاق است که شامل عبادت گاه، تالار پذیرایی، سرداب مخصوص نگاه داری شراب و اصطبل است که همهٔ آنها به وسیلهٔ راهروهای پیچ در پیچ مرکب از پله و گذرگاه به هم پیوسته‌اند. واردزیا دارای تعدادی طبقه است، که در نمای یک پرتگاه ساخته شده‌است. عبادت گاه سلطنتی آن با گچبری‌هایی آراسته شده، که آثار آن تا به امروز باقی‌مانده‌است. ظریف کاری‌های بسیار، حاکی از نبوغ هنرمندان گرجی، در قرون وسطی است.
در سال ۱۵۵۲ میلادی طی یکی از چهار حملهٔ شاه تهماسب یکم به گرجستان، بسیاری از ویژگی‌های واردزیا مورد تخریب قرار گرفت. حسن روملو مورخ معاصر شاه تهماسب یکم، این واقعه را در کتاب «احسن التواریخ» شرح داده و گفته‌است که این محل مانند سد اسکندر و قلعه خیبر بوده‌است. همچنین نوشته‌است: «در داخل دژ گودالی به عمق ۱۰ متر و کلیسایی مرکب از چهار اتاق در آنجا ساخته شده و سطوح دیوارهای داخلی و خارجی آن را با طلا و لاجورد و شمایل قدیسان آراسته بودند. در یک اتاق، نیمکتی طویل قرار داده، و در اتاق دیگر تختی گذاشته بودند، و شمایلی را با طلا روکش کرده و با سنگ‌های گران بها پوشانده، و برای آن صورت بی جان، دو چشم از یاقوت ساخته بودند. در داخل کلیسا راهرو باریکی به طول ۱۵۰ متر در دل صخره تعبیه کرده بودند و همچنین کوشکی پنهانی برای استفاده در موقع خطر آماده ساخته، و در آن درب‌هایی از آهن و فولاد در اتاق‌های خارجی و یک درب از طلا در اتاق‌های داخلی گذاشته بودند.» در همین لشکرکشی، دژ ریززمینی مجاور در تموگوی را غارت کرده و به‌طور کامل ویران کردند. فرهنگستان علوم گرجستان، موارد تخریب شده از واردزیا را بازسازی کرده‌است. با توجه به تجاوزات مکرر دشمنان نیرومند گرجستان، شگفت‌انگیز است که، این همه آثار هنری و یادمان‌های معماری باستانی، هنوز حتی به صورت آسیب دیده، باقی‌مانده باشد.

## معماری مذهبیگرجی
گرجی‌ها و ارمنی‌ها در معماری کلیساها بسیار موفق عمل کرده و سبکی مستقل و بدیع و فن ویژه‌ای در معماری به وجود آورده‌اند. آغاز کمال معماری مذهبی گرجی، مربوط به حدود قرن ۸ و ۹ میلادی است، زمانی که یک احساس احیای ملی‌گرایی در گرجستان راه یافت. ایجاد وحدت سیاسی بین سرزمین‌های گرجی به وسیلهٔ باگرات سوم در سال ۱۰۰۸ میلادی، منجر به شکوفایی بیشتر نبوغ معماری شده و در پیدایش کلیساهای بزرگ و مجموعه‌های صومعه‌ای مؤثر واقع شد، که در محیط با شکوه خودشان، با قله‌های پوشیده از برف قفقاز به عنوان زمینه، در جهان کم‌نظیر هستند. مهم‌ترین آنها عبارت اند از کلیسای جامع باگراتی، صومعه گلاتی، کلیسای جامع سوتیتسخولی و صومعه آلاوردی.
سهم گرجستان در معماری در جهان، به ویژه تکامل سبک رومانسک، به خوبی ارزیابی نشده‌است و این امر به سبب عدم کفایت مورخانی است که دربارهٔ معماری نوشته‌اند. آنها نتوانسته‌اند در میان سبک‌های گرجی و ارمنی تفاوت قائل شوند، که اگرچه از لحاظ طرح و زمینه به یکدیگر شبیه‌اند، ولی از لحاظ تزئینات، حجاری، طرح و تناسب و همچنین در ترتیب محراب و جزئیات فراوان، با یکدیگر فرق دارند. ارمنی‌ها به الگوهای کاملاً هندسی و زاویه دار علاقه‌مند هستند، در صورتی که گرجی‌ها به طرح‌های مدور، شبکه دار و پر پیچ و خم، در رابطهٔ با نقش مایه‌های تزئینی «برگ‌های نخل»، علاقه دارند. سلیقهٔ ارمنی‌ها در حجاری - که تا حدودی شبیه به حجاری اسلامی است – در سنگ یادبود «خاچکار»، که ضمیمه‌ای برای همهٔ کلیساهای ارمنی به‌شمار می‌آید، در کلیساهای گرجی دیده نمی‌شود.
کلیساهای گرجی و ارمنی، با وجود قرن‌ها بی‌توجهی، تخریب، غارت و زلزله پایدار مانده و هنوز هم پابرجاست که حاکی از محکم کاری معماران قفقازی در زمان‌های گذشته‌است.
کلیسای تثلیث گرگتی (Gergeti) در شمال شرقی گرجستان و خارج از شهر ستپانتسمیندا (Stephantsminda) در ارتفاع ۲۱۷۰ متری واقع شده است.
نام این بنا به علت قرارگیری روستای گرگتی در نزدیکی کلیسا، به کلیسای تثلیث گرگتی تغییر یافته است. همچنین این کلیسا در سمت راست رودخانه چخری (Chkheri) نزدیک به پنجمین کوه بلند گرجستان، کوه قازبگی بنا شده است.
این مکان در قرن چهاردهم در بالای کوه های شیب داری ساخته شده که توسط طبیعت خاصی احاطه گردیده است و در حال حاضر نمادی برای گرجستان محسوب می‌شود.
این کلیسا، چشم انداز بسیار زیبایی از کوه قازبگی را برای همگان ترسیم می‌کند.

## بقایای بناهای تاریخی
گرجستان از لحاظ وجود بقایای ساختمان‌ها و قصرهای قدیمی غنی است که برخی از آنها عبارت اند از:
- بناهایی به سبک یونانی-رومی در مْتْسْخِتا-آرْمازی، شامل تماشاخانه، محوطه و گرمابه
- شهر برج و بارو دار و باستانی اوجارْما در کاخِتی
- قصر گِگوتی در کوتایسی، اقامت گاه زمستانی پادشاهان گرجی در سده‌های ۱۱ و ۱۲ میلادی، که امروزه به صورت ویرانه‌ای در یک دشت مسطح قرار دارد
- قلعهٔ آنانوری در تفلیس، مربوط به اواخر قرون وسطی
- قصر قلعه مانند گْرِمی در کاخِتی، اقامت گاه پادشاهان کاخِتی در قرن‌های ۱۶ و ۱۷ میلادی، که بر روی تپه‌ای بزرگ ساخته شده و تنها ساختمان باقی‌مانده از شهر گْرِمی است. (شهری که در حملهٔ سال ۱۶۱۶ شاه عباس یکم با خاک یکسان شد)
- دژ خورنابوجی در کاخِتی
- قلعهٔ ماناوی در کاخِتی
- خِرْتْویسی در سامْتْسْخِه
- آتْسْقوری در سامْتْسْخِه
- قلعهٔ گُری در شهر گُری[۱۲]

## نگارخانه

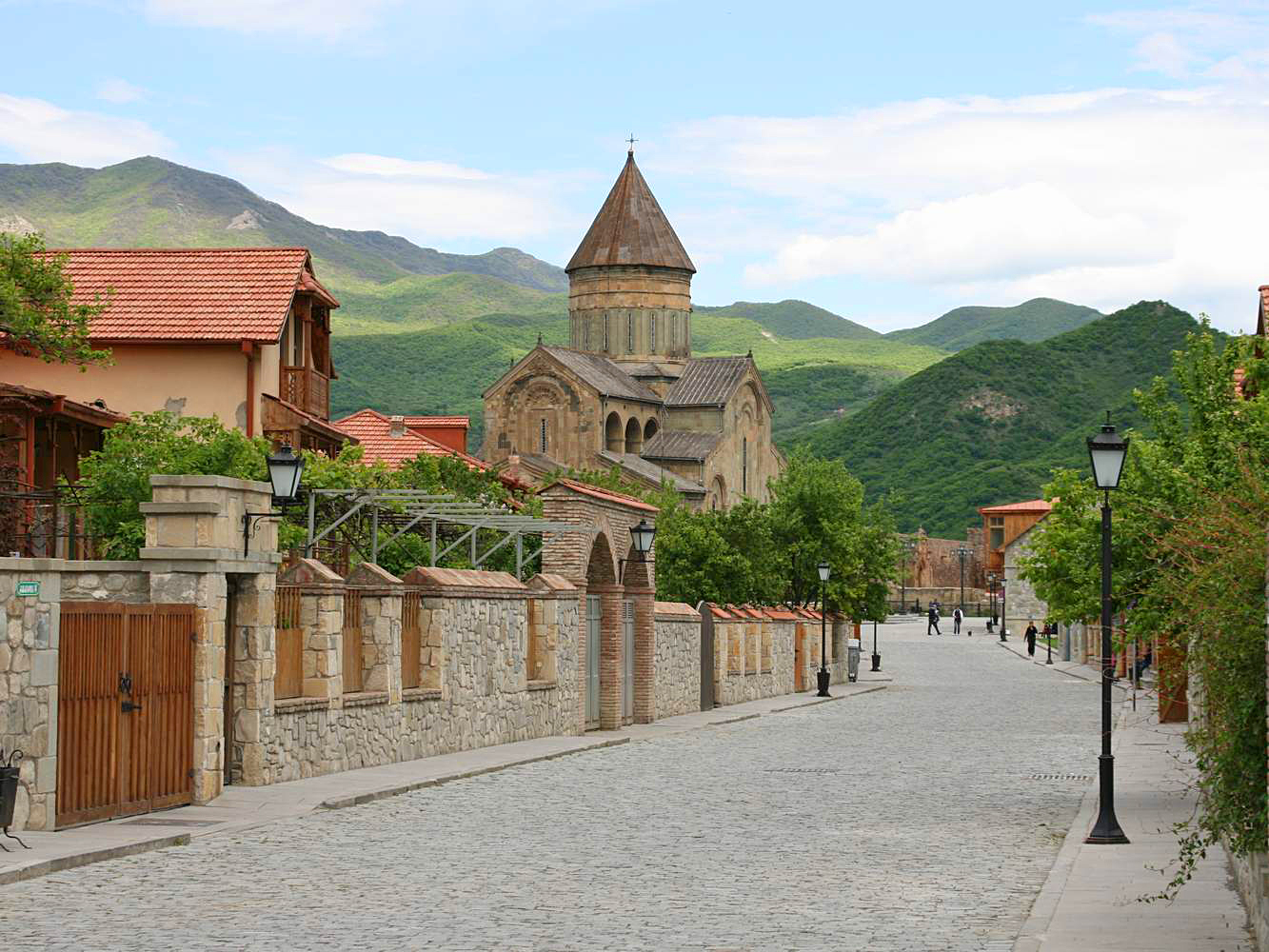
مْتْسْخِتا
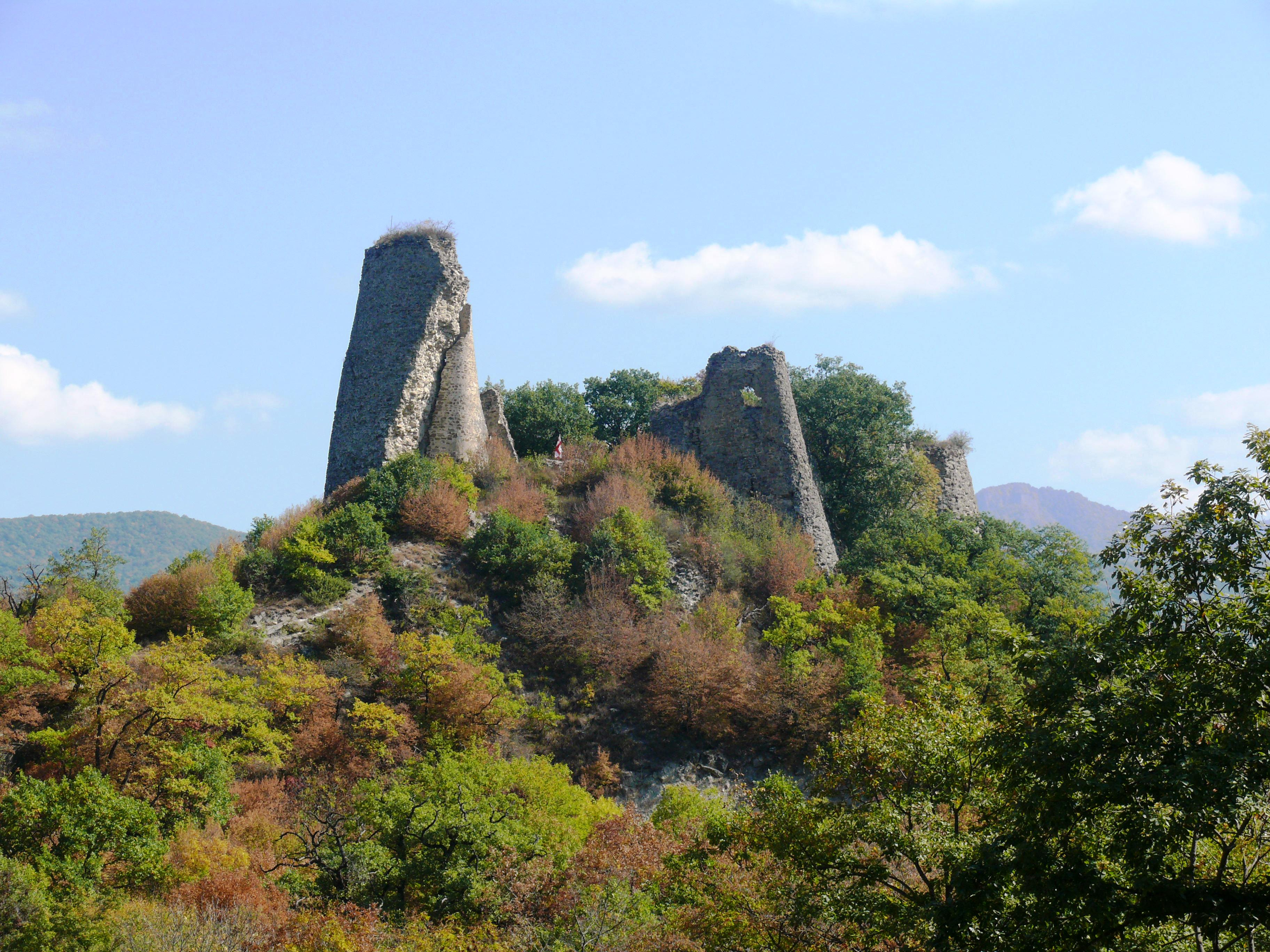
اوجارْما
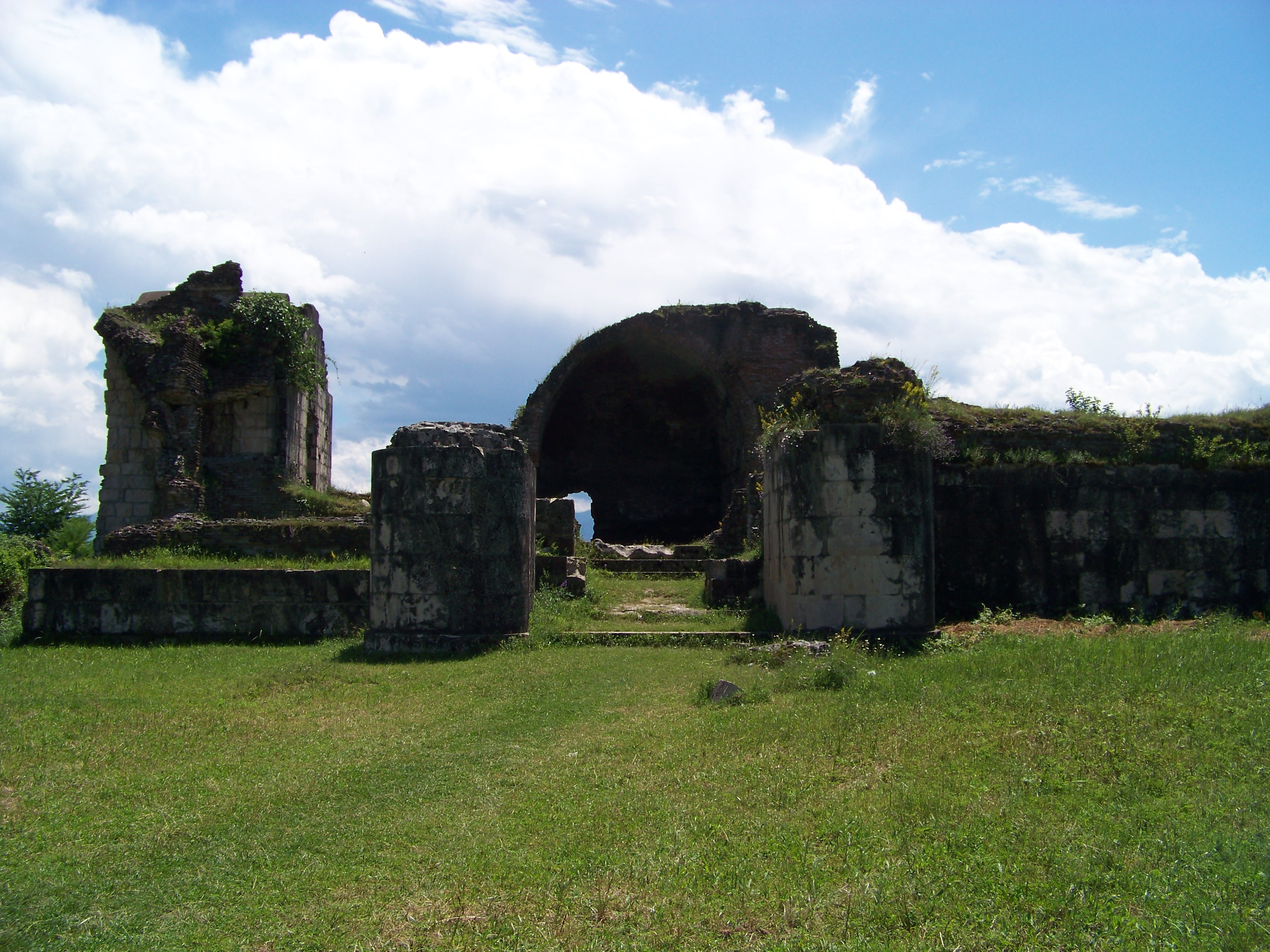
گِگوتی
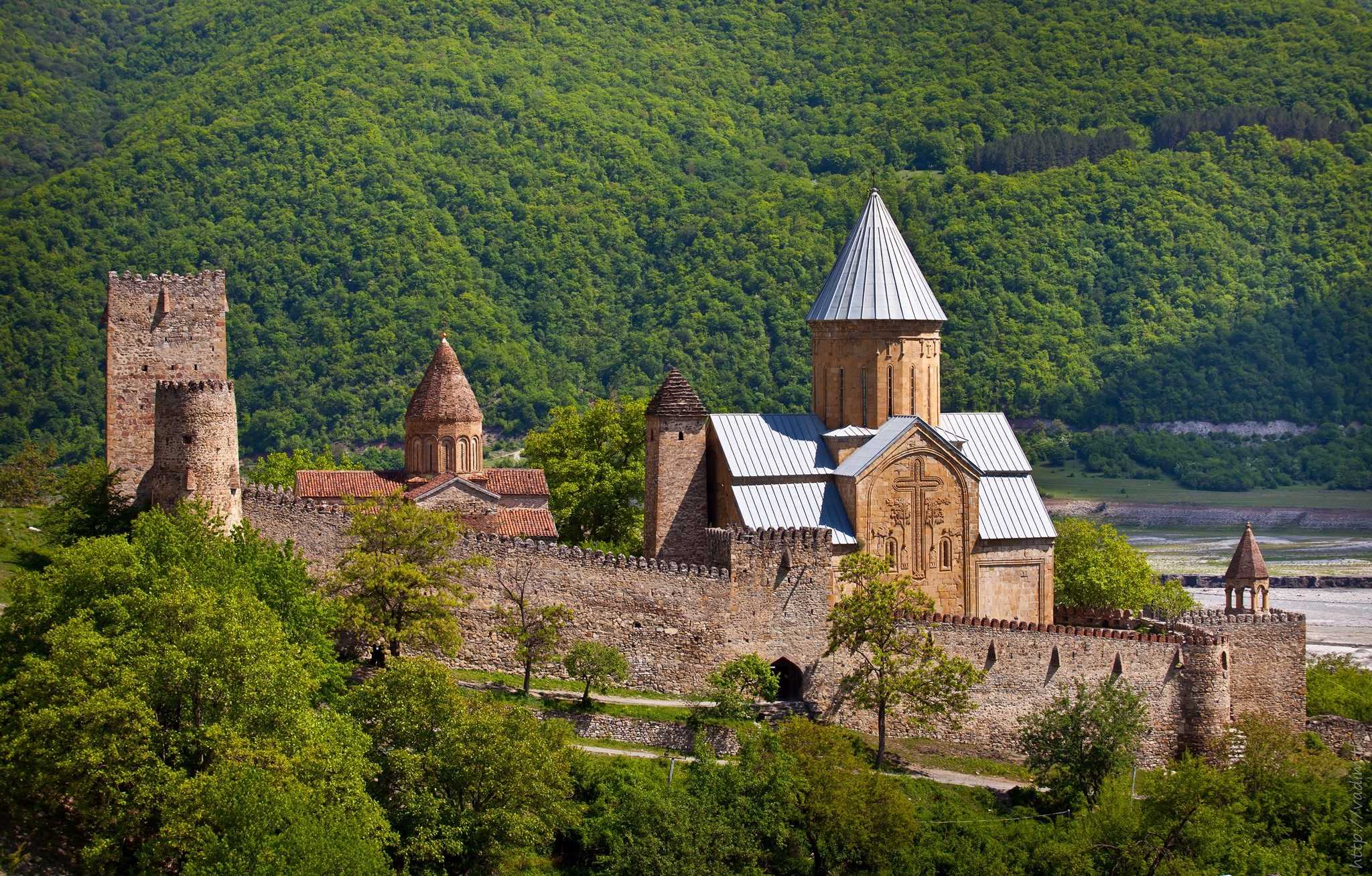
آنانوری
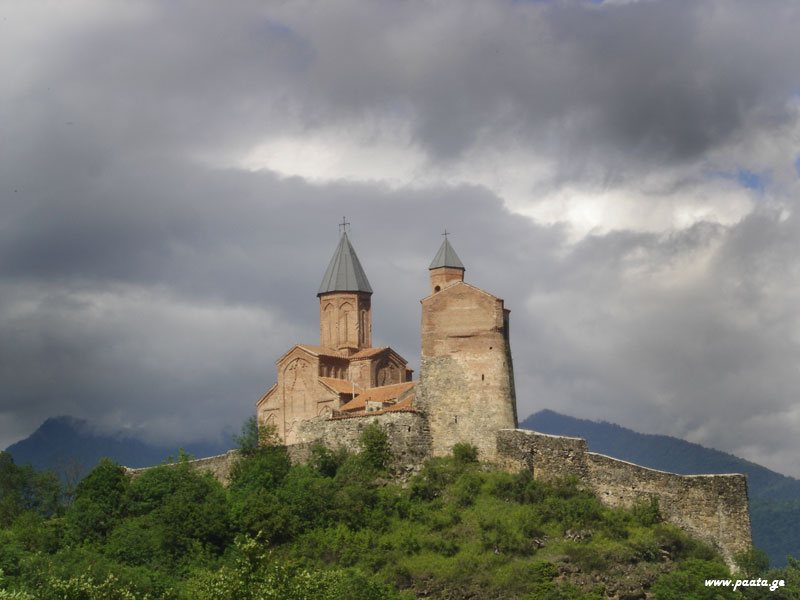
گْرِمی
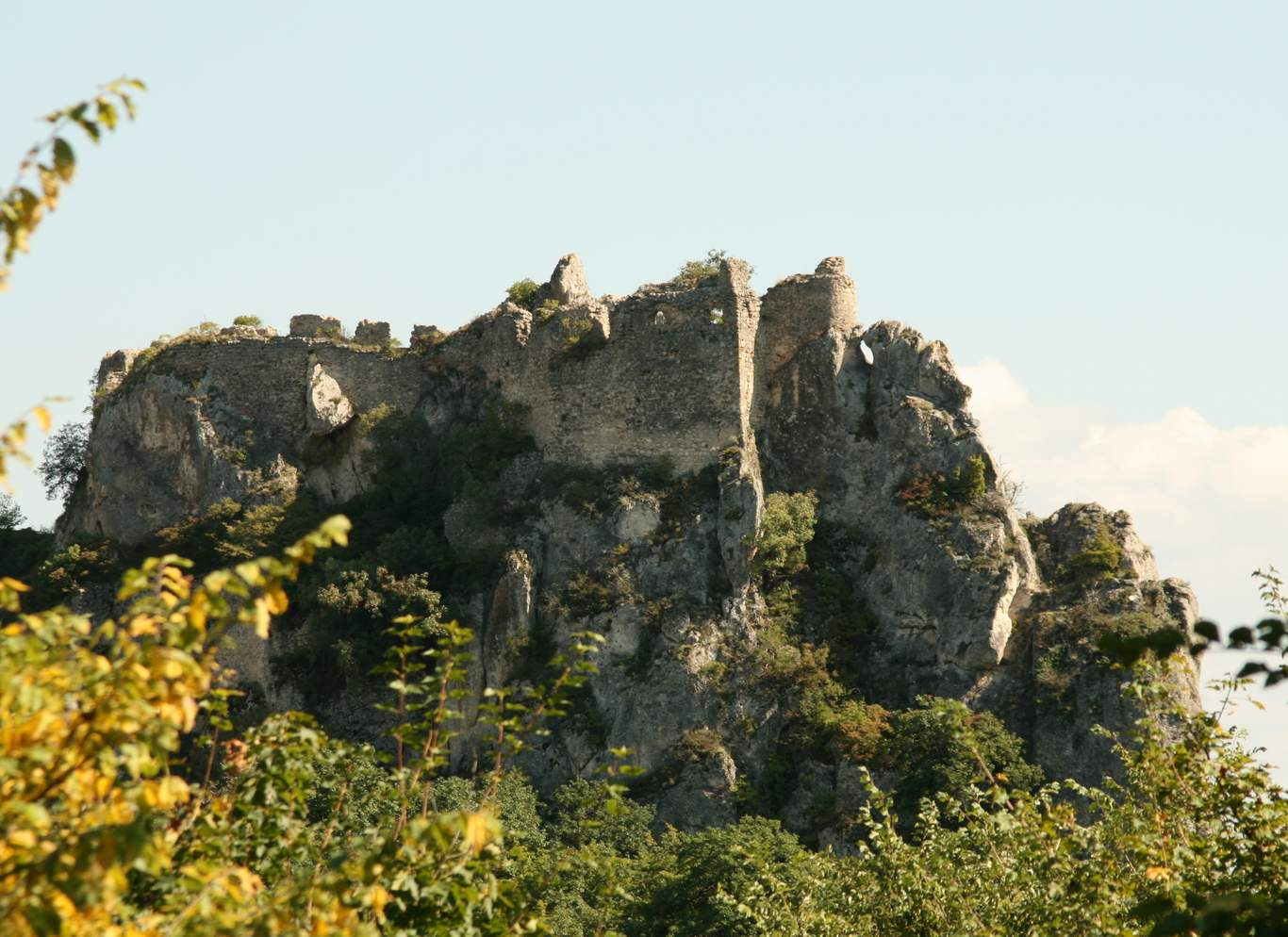
دژ خورناموجی
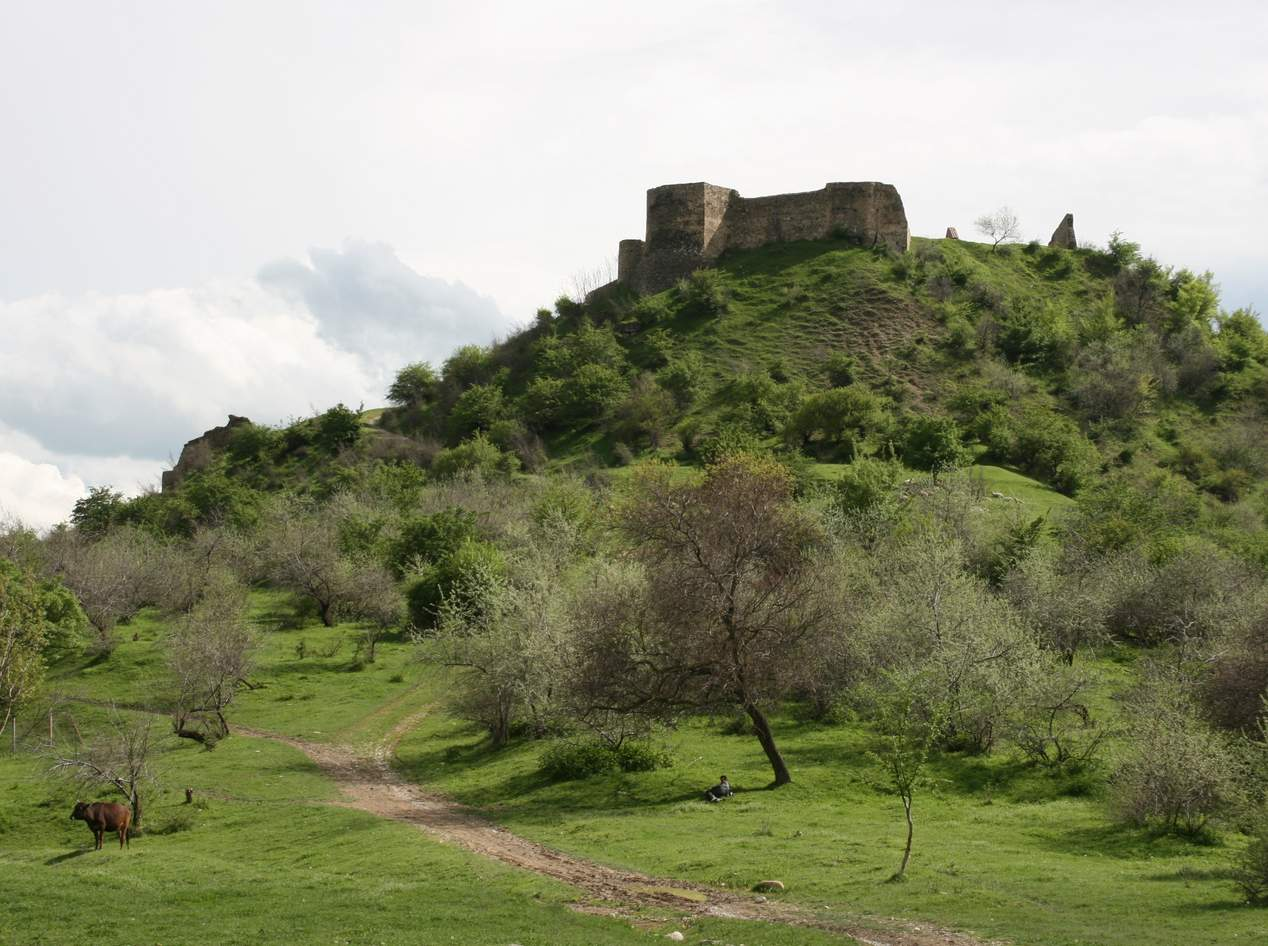
ماناوی
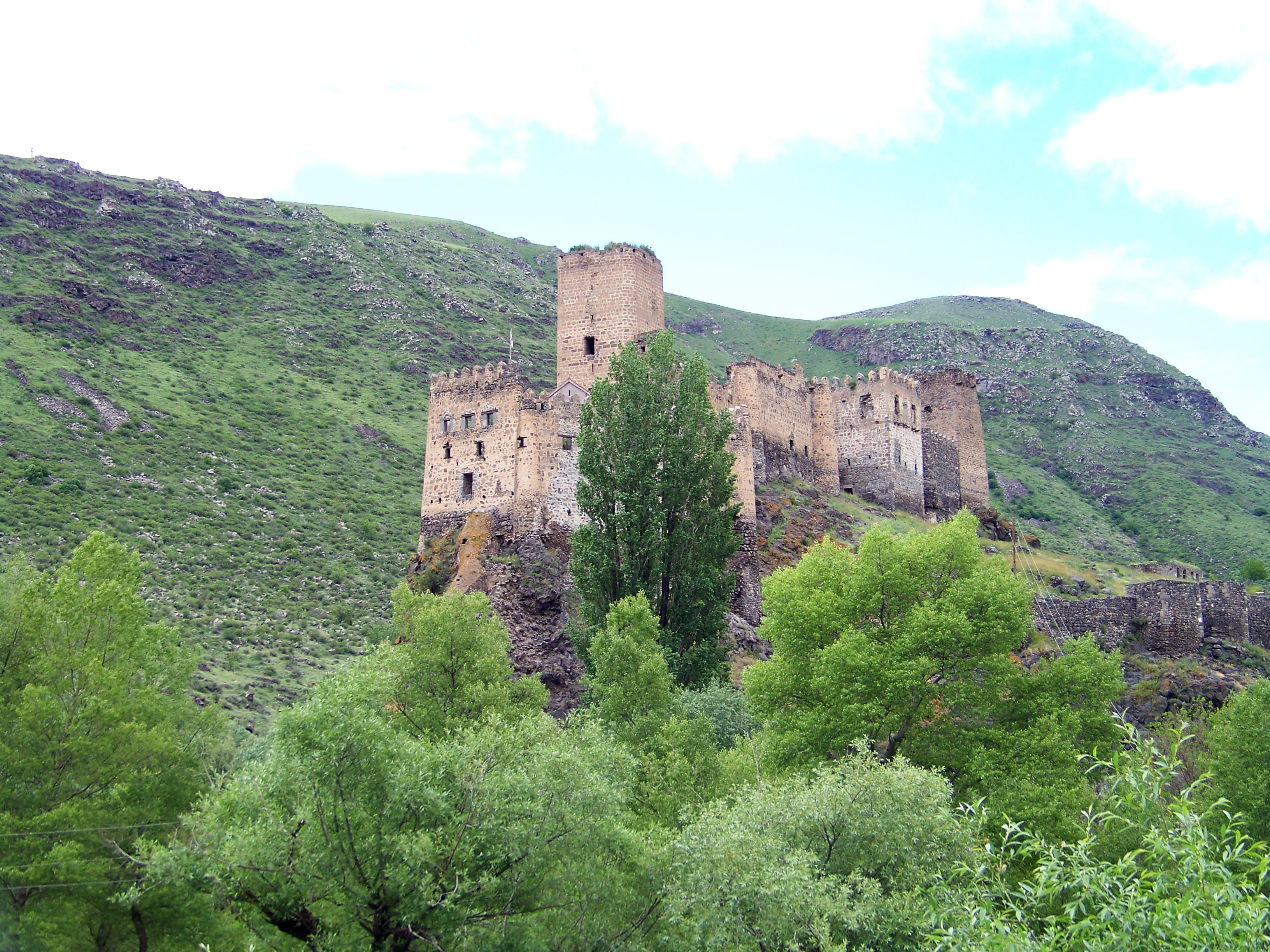
خِرْتْویسی
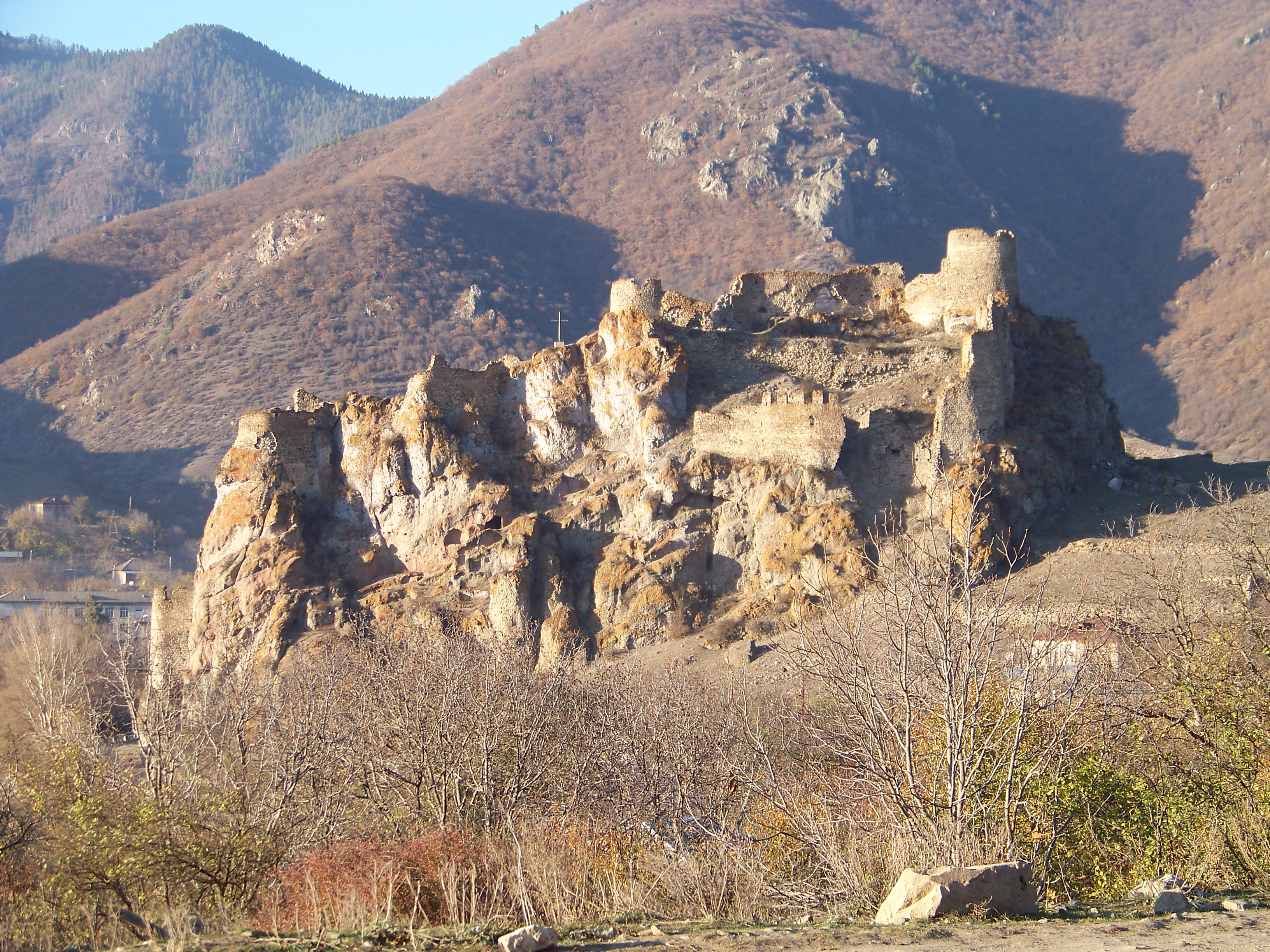
آتْسْقوری
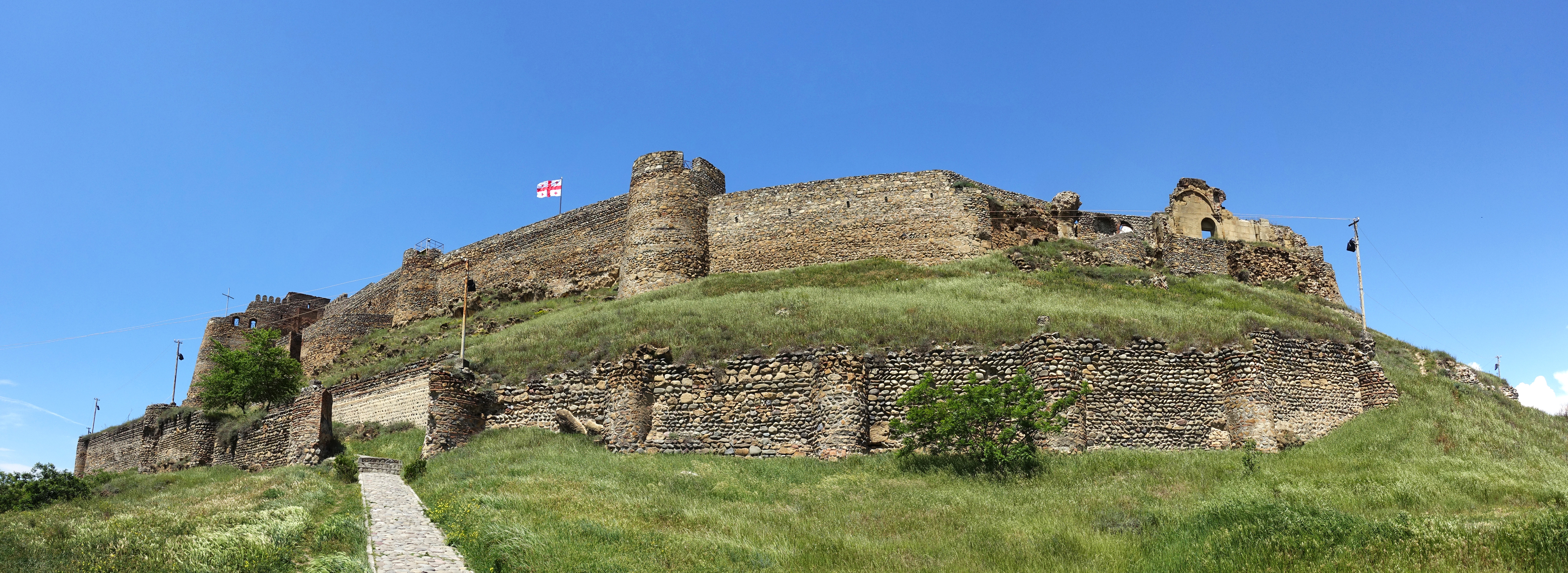
قلعهٔ گُری
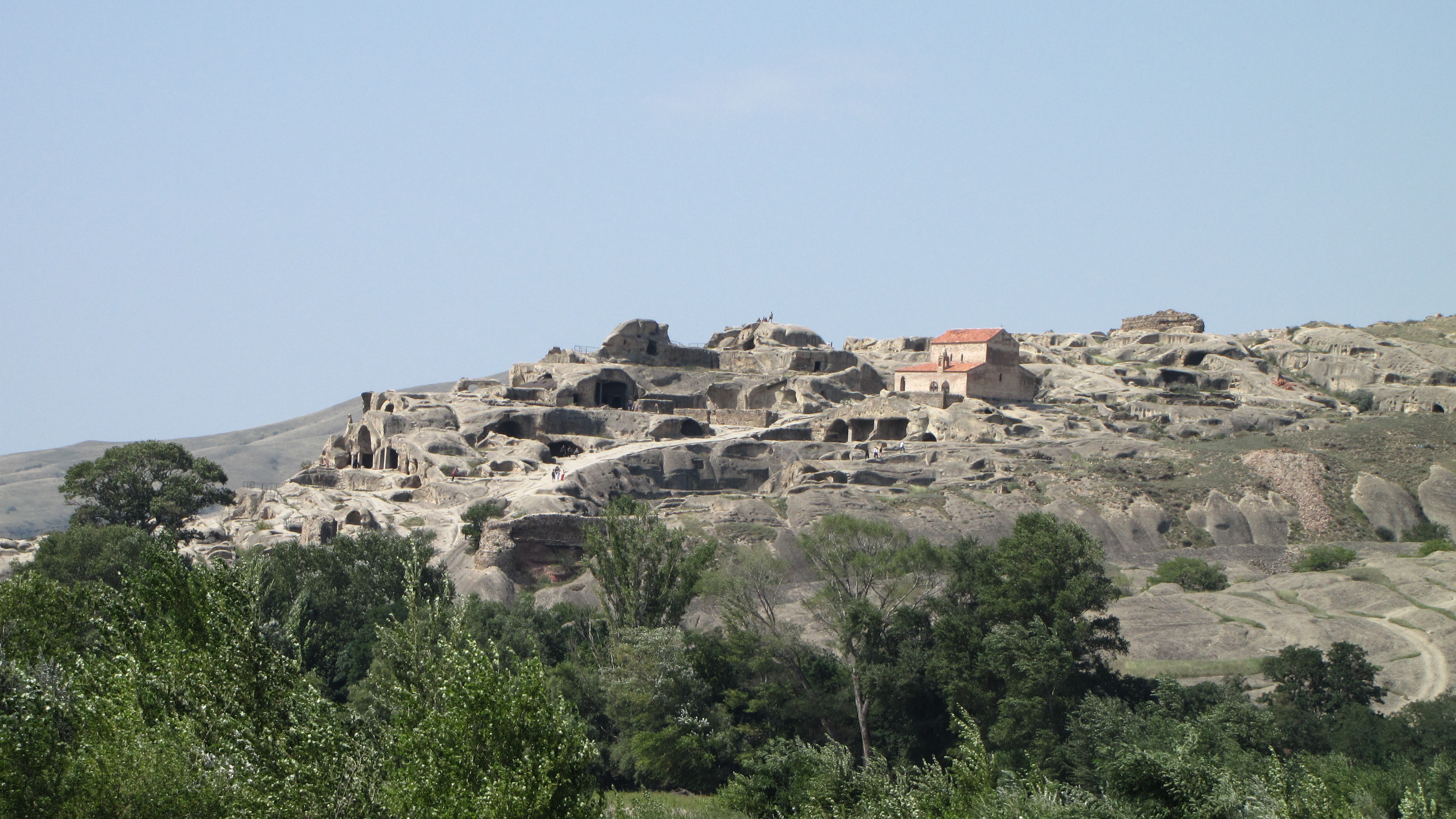
اوپْلیسْتْسیخِه
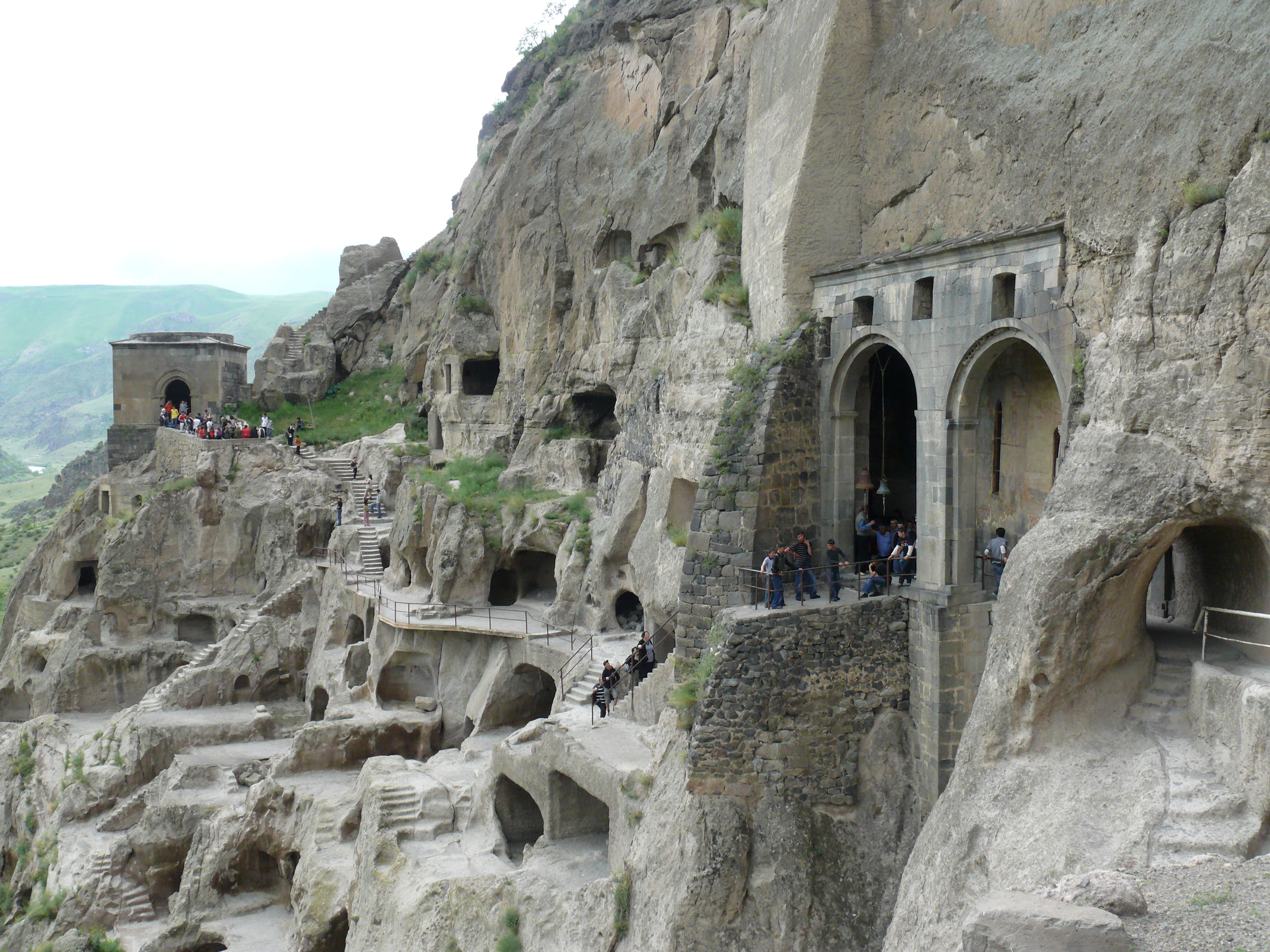
وارْدْزیا
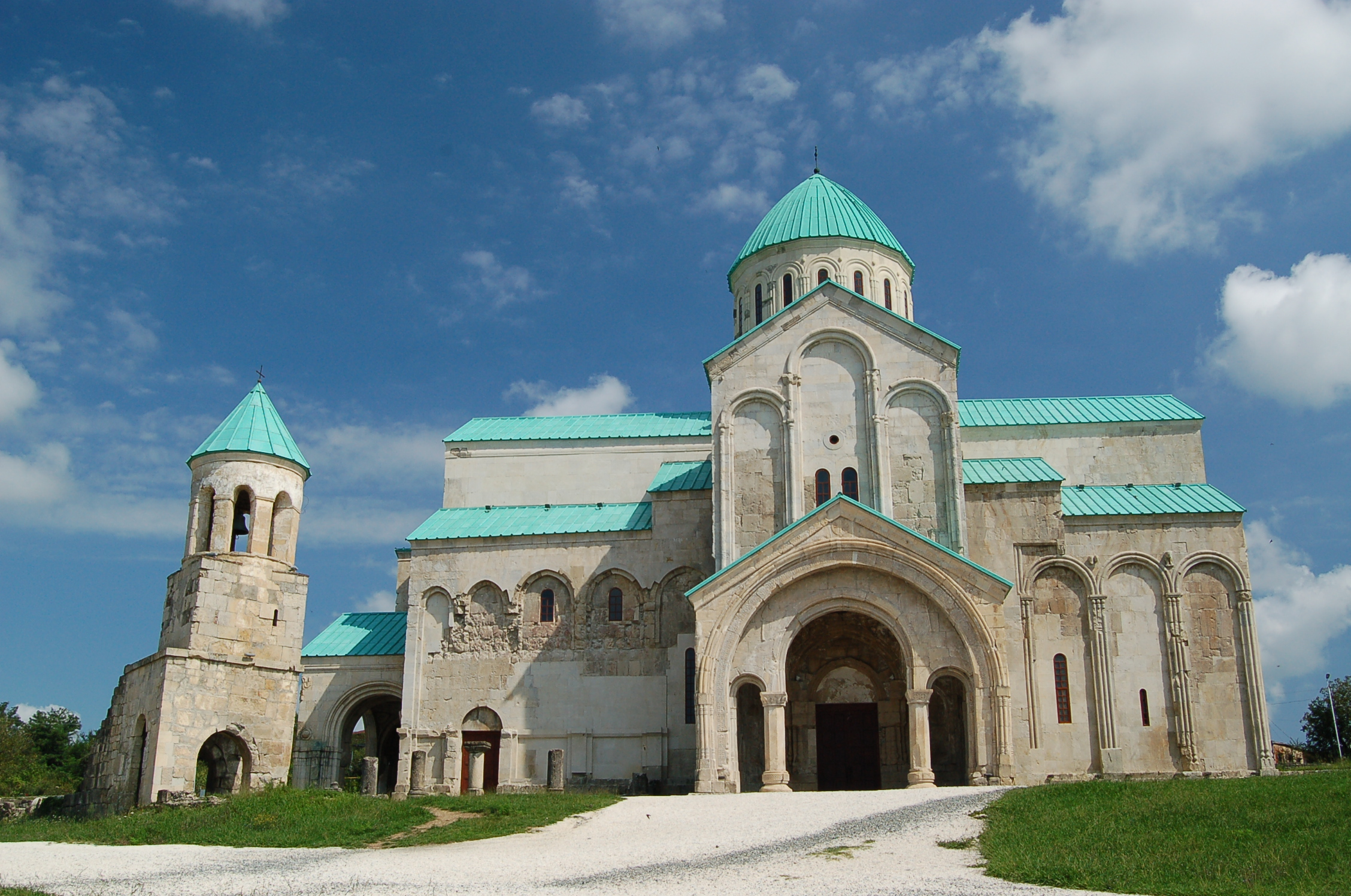
کلیسای جامع باگْراتی
صومعهٔ گِلاتی
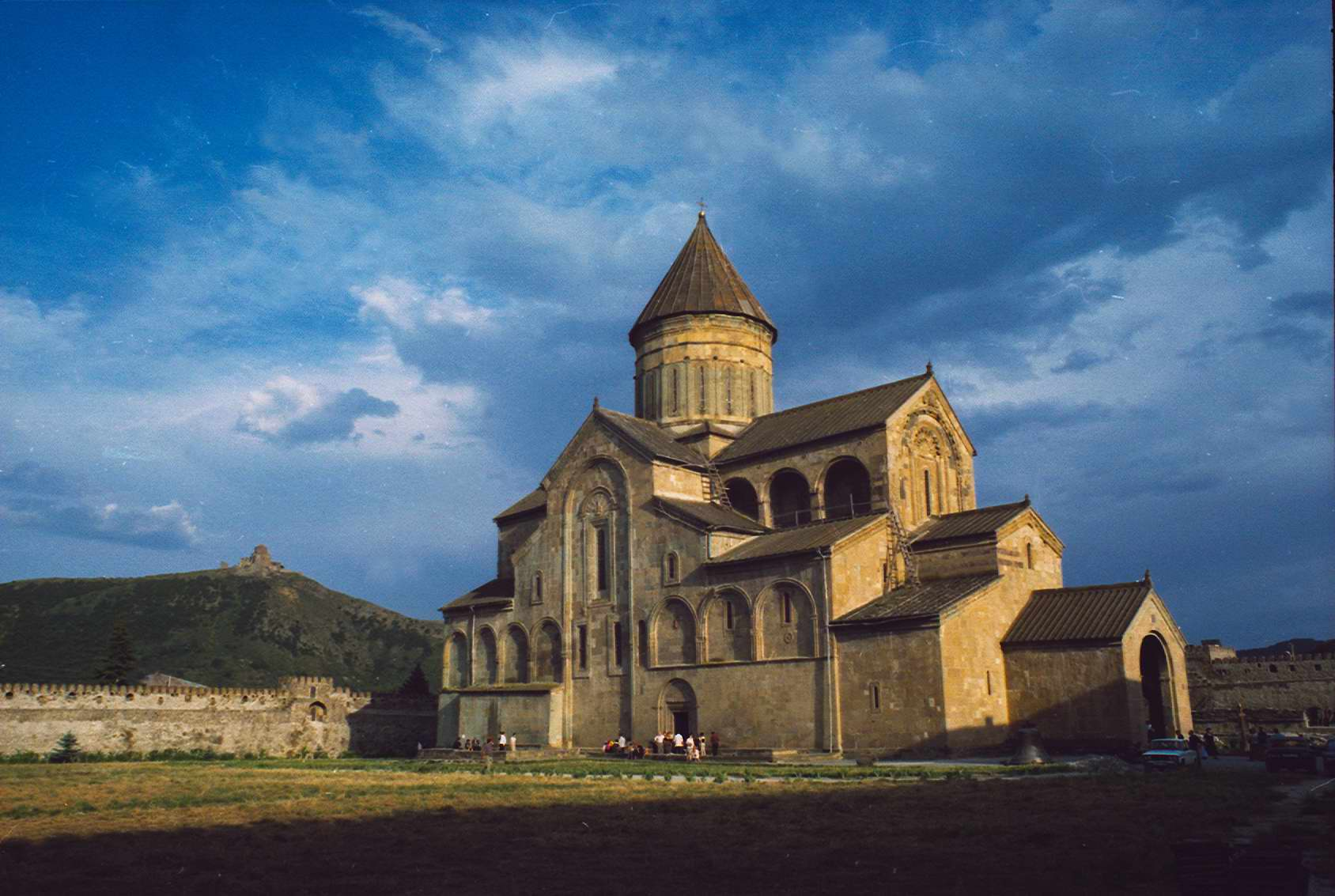
کلیسای جامع سْوِتیتْسْخُوِلی
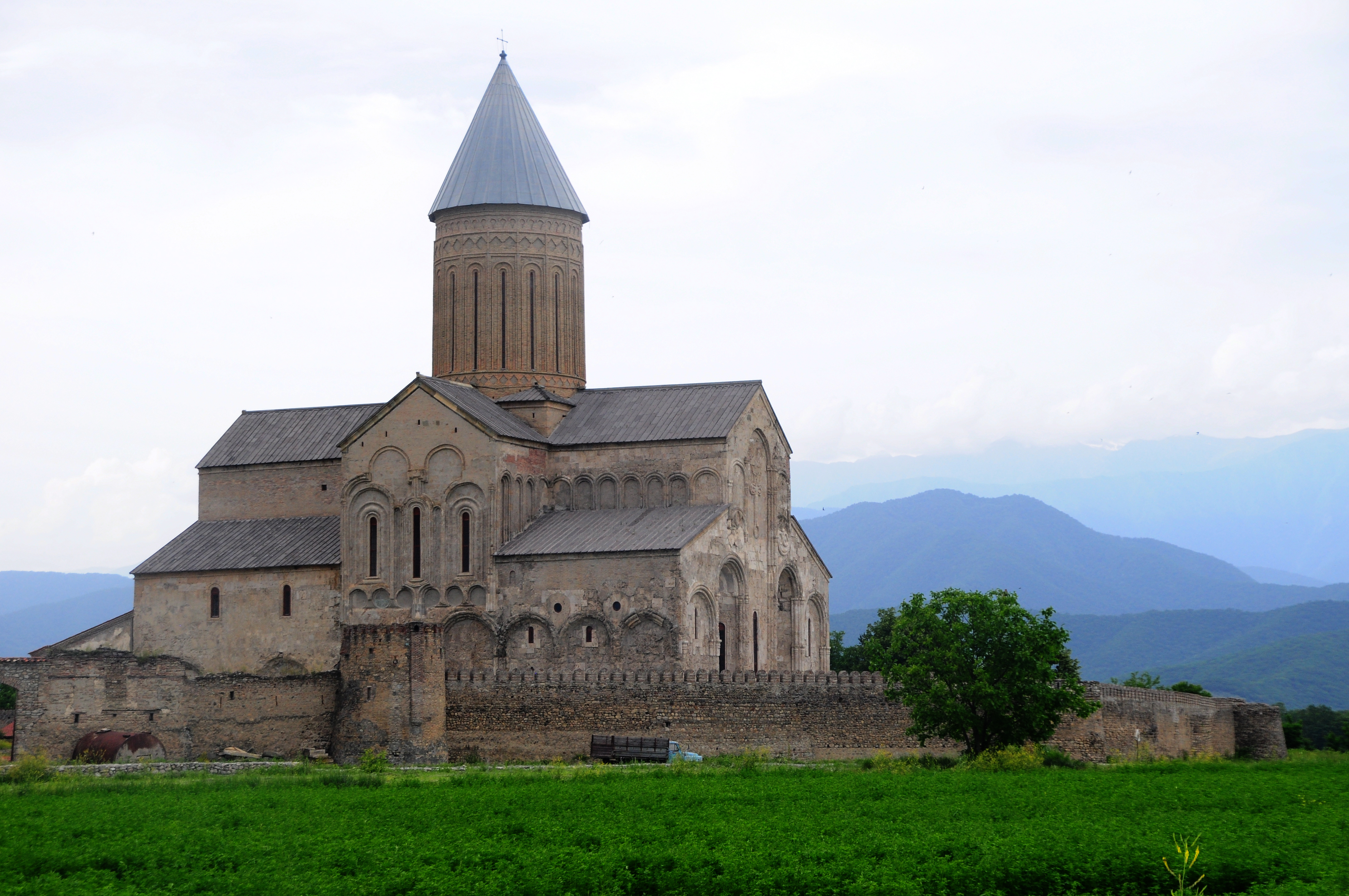
صومعهٔ آلاوِرْدی
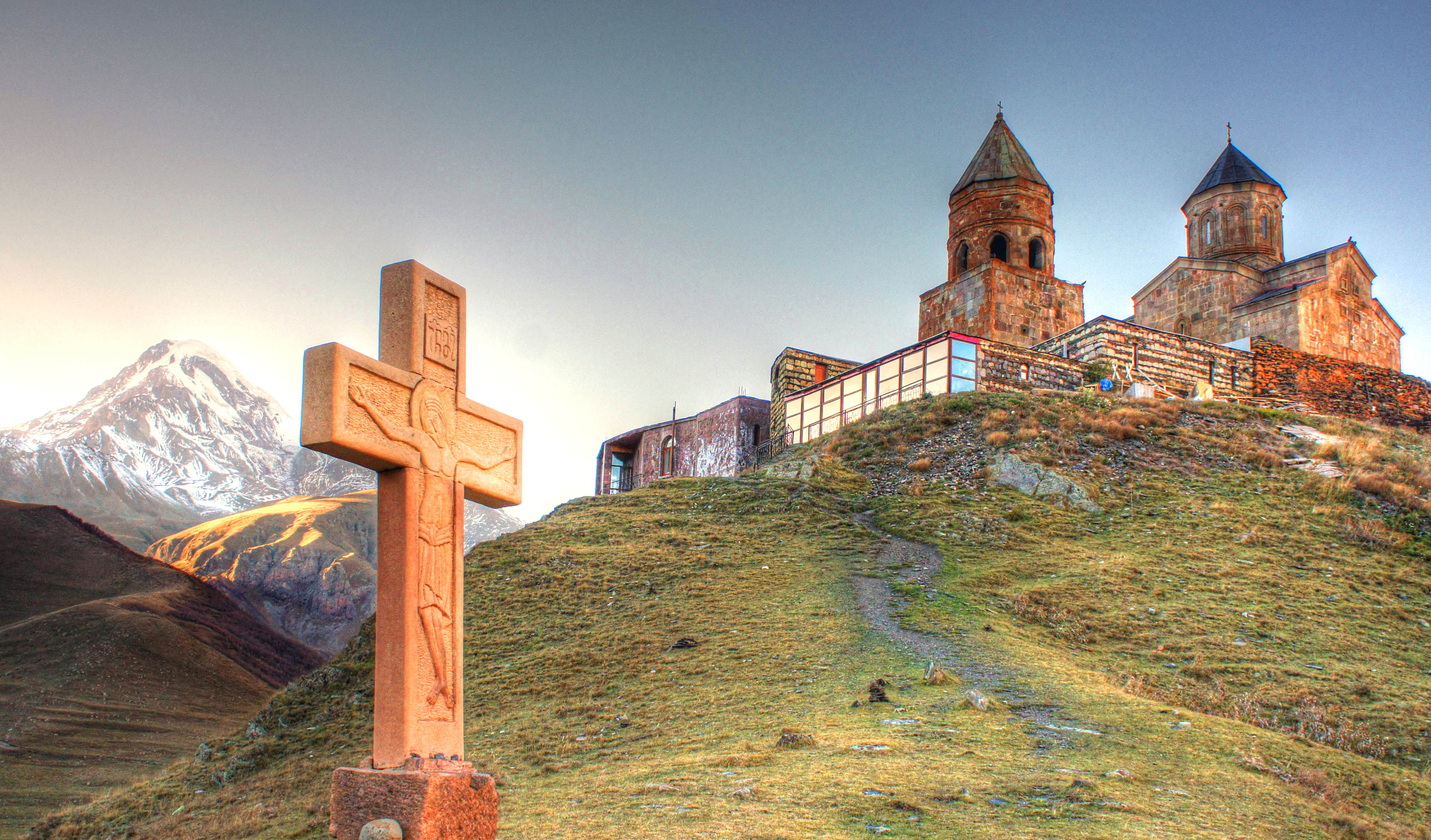
کلیسای گِرگتی در کوه قازبگی
قلعهٔ ناریکالا در  تفلیس
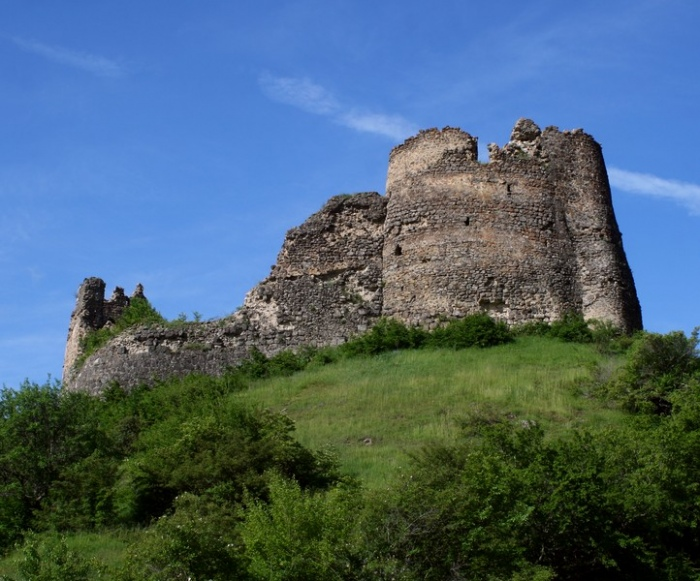
قلعهٔ خِوی در شیدا کارتْلی
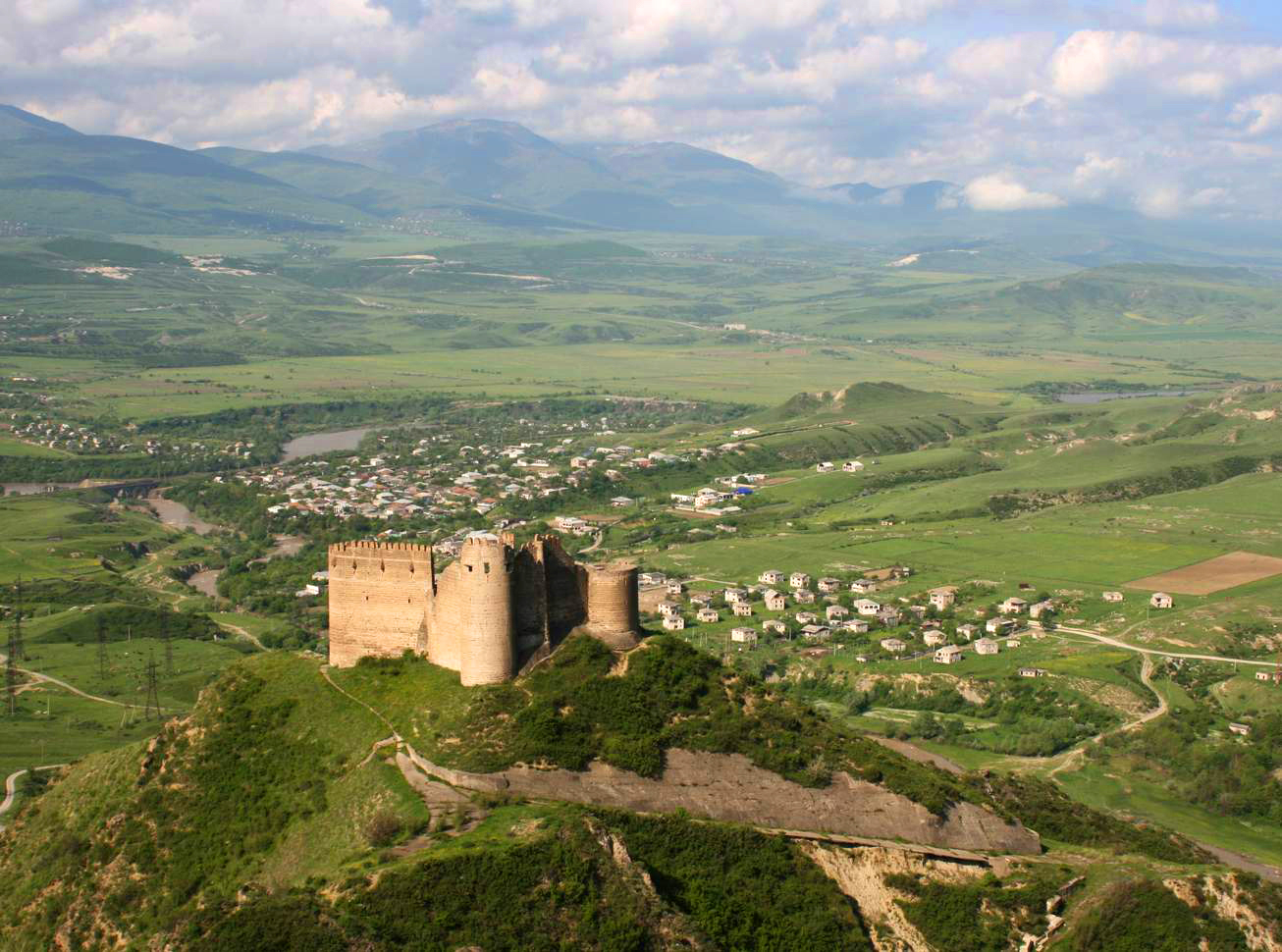
قلعهٔ کْسانی در شیدا کارتْلی
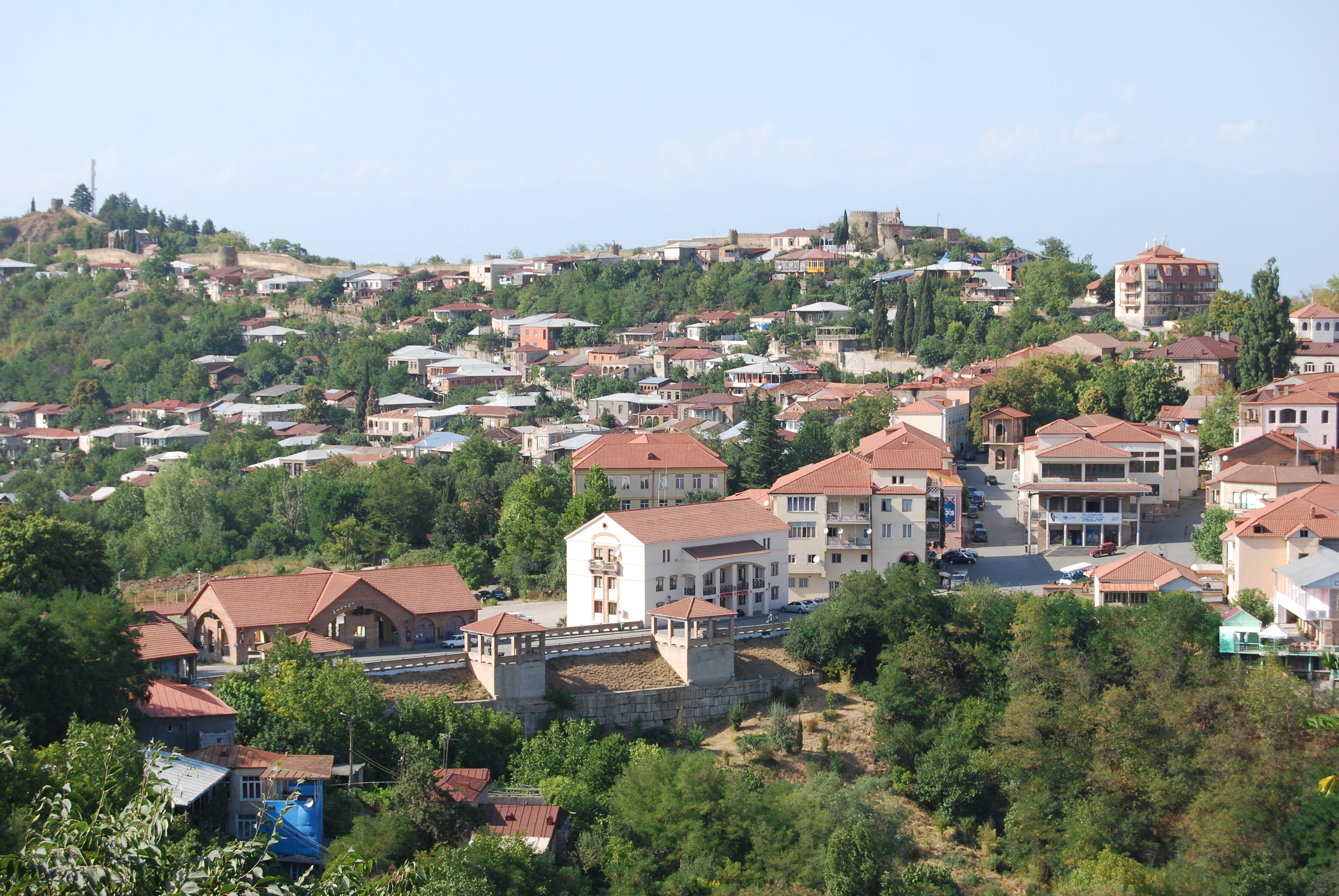
سیغناغی